# Felice di Valois
Felice di Valois (Amiens, aprile 1127 – Cerfroid, 4 novembre 1212) è stato un religioso francese, conte di Vermandois e di Valois dal 1102 al 1160, poi cofondatore (con san Giovanni de Matha) dell'Ordine della Santissima Trinità (Trinitari): è stato proclamato santo da papa Innocenzo XI.

## Origine
Ugo secondo la tradizione era l'unico figlio maschio del conte di Vermandois e di Valois e Siniscalco di Francia, Rodolfo I e Eleonora di Blois, la figlia ultimogenita del conte di Blois, Châteaudun, Chartres e Meaux, oltre che signore di Sancerre, Stefano II di Blois, e di Adele d'Inghilterra, figlia del duca di Normandia e re d'Inghilterra, Guglielmo il Conquistatore e di Matilde delle Fiandre(1032 - 1083).
Raul I di Vermandois, secondo la Genealogiæ Scriptoris Fusniacensis era il figlio maschio primogenito del conte di Vermandois e di Valois, Ugo di Francia detto il Grande, fratello del re di Francia, Filippo I e della contessa di Vermandois e di Valois, Adelaide di Vermandois. I nonni paterni di Raul I erano Enrico I di Francia e Anna di Kiev, quelli materni Erberto IV di Vermandois e Adelaide del Vexim o di Valois, mentre lo zio materno era il re d'Inghilterra, Stefano di Blois.
Una diversa interpretazione, invece, considera che Felice di Valois non fosse di nobili origini, ma dovesse il suo nome al fatto di essere originario del Valois, l'attuale Piccardia.

## Biografia
Nel 1142, suo padre, Rodolfo, ripudiò sua madre, Eleonora, per poter sposare la figlia secondogenita del duca Guglielmo X il Tolosano, Petronilla d'Aquitania, sorella della moglie del re di Francia, Luigi VII, Eleonora d'Aquitania (Bordeaux, 1122 – Fontevrault, 1204), duchessa d'Aquitania e Guascogna.
Suo padre, Rodolfo, morì nel 1152 (Mortuus est etiam Radulfus de Perrona comes Viromandorum), lasciando il titolo di conte di Vermandois al figlio di primo letto, Ugo (relinquents parvulum filium, nomine Hugonem) come ci conferma la Chronique de Robert de Torigni, abbé du Mont-Saint-Michel; il necrologio del Priorato di Saint-Martin-des-Champs, ci informa sul giorno della morte di Rodolfo, il 13 ottobre (III Id Oct).
Di Ugo non si hanno molte informazioni: si conosce solo che, nel 1160 rinunciò ai titoli e si ritirò a vita monastica; gli succedette il fratellastro, Rodolfo, come Rodolfo II.

### Il monaco

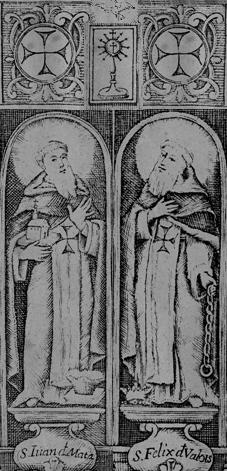
I santi Giovanni de Matha e Felice di Valois, fondatori dei Trinitari

Ugo, che era stato educato presso l'abbazia di Chiaravalle divenne un monaco Cistercense, cambiando il suo nome di battesimo, in quello religioso di Felice.
Si dedicò alla vita eremitica dapprima sulle Alpi, poi a Cerfroi, nella diocesi di Meaux, dove accolse anche Giovanni de Matha, del quale appoggiò il progetto di fondare un ordine destinato al riscatto dei prigionieri cristiani in mano ai Mori.
Nel 1198 ottennero l'autorizzazione di papa Innocenzo III.
Felice (Ugo) morì nel chiostro di Caerfroid, il 4 novembre 1212.

### Il culto
Nel 1666 fu beatificato da papa Alessandro VII e canonizzato nel 1679 dal papa Innocenzo XI che fissò la sua memoria liturgica al 20 novembre.

### Fonti primarie
- (LA)  Monumenta Germaniae Historica, Scriptores, tomus XIII.
- (LA)  Chronique de Robert de Torigni, abbé du Mont-Saint-Michel.
- (LA)  Ordericus Vitalis, Historia Ecclesiastica, vol. II.
- (LA)  Orderic Vitalis (Prévost), Vol. III.
- (LA)  Recueil des chartes de l'abbaye de Cluny. Tome 5.
- (LA)  Obituaires de la province de Sens. Tome 1,Partie 1.

### Letteratura storiografica
- Louis Alphen, La Francia: Luigi VI e Luigi VII (1108-1180), in «Storia del mondo medievale», vol. V, 1999, pp. 705–739